# 海參崴航空
海參崴航空（俄語：Владивосток Авиа）亦稱符拉迪沃斯托克航空，是一家已破产的航空公司，总部位于海参崴。曾經營國內以及亞洲地區的航線。除此之外還經營專機及直昇機服務。其樞紐機場為海参崴國際機場。該公司于2014年與薩哈林航空合併組成一間新的航空公司——阿芙樂爾航空，服務俄羅斯遠東地區。

## 歷史
公司前身是1932年9月2日开始商业飞行的苏联在远东民航部门，使用水上飞机与波-2。1948年，开始使用伊尔-12执飞海参崴-莫斯科航线。1958年开始使用图-104喷气式客机。1958年5月，使用图-114实现了莫斯科-海参崴不着陆商业飞行。1961年2月海参崴机场首次建成固定航站楼，能容纳200名旅客。1963年开始使用伊尔-18客机。1964年开始使用安-10客机。1976年建成第二座航站楼，并开始实用图-154、雅克-40客机。1985年6月建成第二条跑道，并使用伊尔-62开始海参崴-莫斯科不着陆的固定航班。1994年改制为公开上市公司：Vladivostok Air。2003年與哈卡斯航空公司合併。2004年通过飞行安全审查，成为国际航空运输协会成员。2007年租借空中客车320，成为俄罗斯远东地区使用外国制造民航机之始。2008年2月15日，海参崴国际机场从该航空公司中分出。2008年通过了国际航空运输协会运行安全审计认证。俄羅斯政府持海参崴航空51%股權；公司員工则持有48%。

## 航線
至2011年10月：

### 國內線
- 莫斯科
- 聖彼得堡
- 新西伯利亞
- 南薩哈林斯克
- 伯力
- 烏法
- 葉卡捷琳堡
- 堪察加的彼得巴甫洛夫斯克
- 雅庫茨克
- 伊爾庫茨克
- 阿巴坎
- 克拉斯諾達爾

### 國際線
中國大陆：
- 北京
- 天津
- 哈爾濱
- 大連
- 長春
- 牡丹江

香港
韓國：
- 首爾
- 釜山

日本：
- 東京
- 大阪
- 富山市
- 新潟市

越南：
- 河內

## 機隊

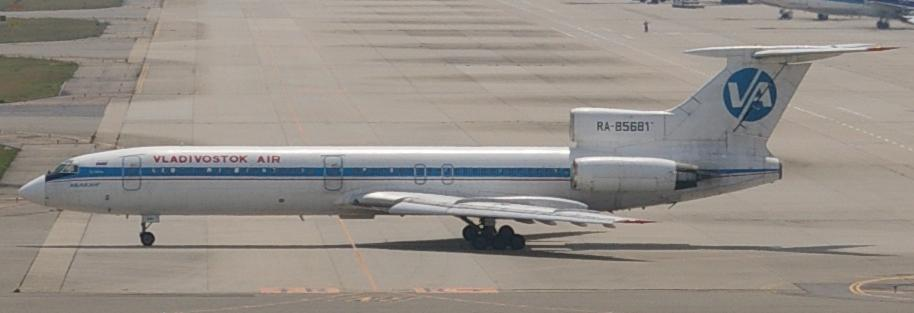
海參崴航空的圖-154M型客機

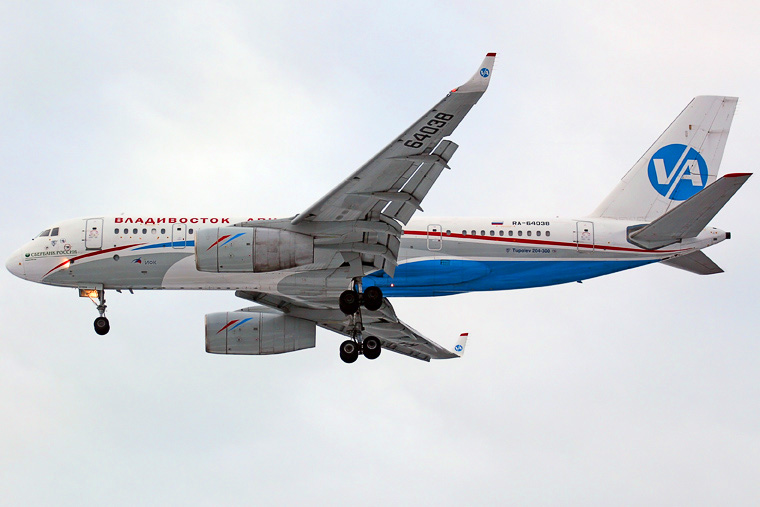
海參崴航空的圖-204-300型客機

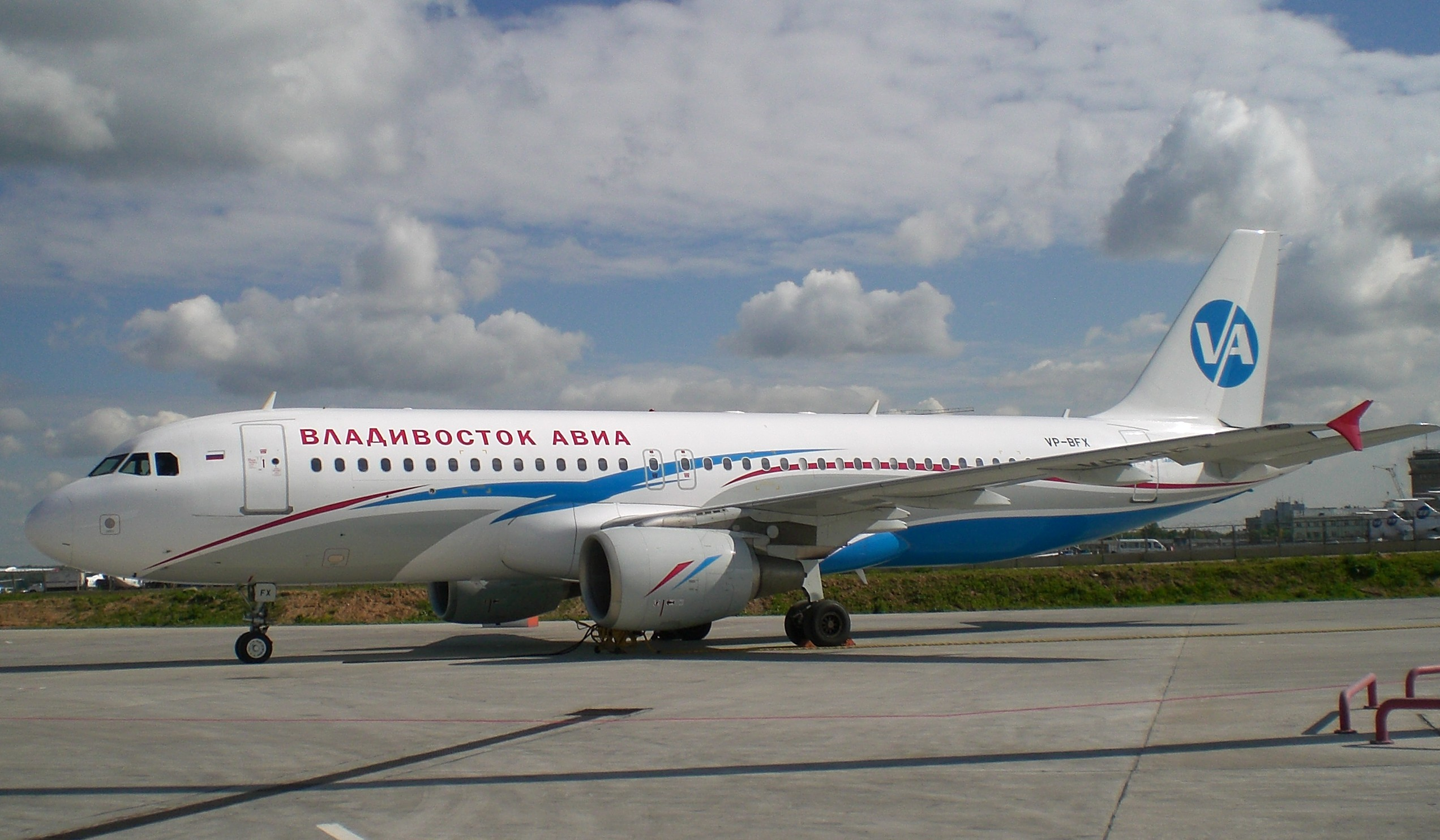
海參崴航空的空中巴士A320-212型客機

截至2011年6月20日，符拉迪沃斯托克航空的機隊如下：

## 外部連結
- 官方網站（俄文）（英文）